# Il pleut sur Santiago
Il pleut sur Santiago is een Frans-Bulgaarse film van Helvio Soto die werd uitgebracht in 1975.
De filmtitel is het codewoord dat de Chileense putschisten op de radio uitzonden als startschot van hun militaire coup. 

## Verhaal
De film brengt de staatsgreep in Chili van 11 september 1973 in beeld waardoor het regime van de democratisch verkozen president Salvador Allende werd omvergeworpen. Allende kwam hierbij om het leven. De bloedige staatsgreep werd ondersteund door de CIA. Een militaire dictatuur werd geïnstalleerd onder leiding van generaal Augusto Pinochet. Drie jaar eerder had Allende de presidentsverkiezingen gewonnen met het Volksfront. 
In de Chileense hoofdstad Santiago staat de oorlog op uitbarsten wanneer de tanks van generaal Pinochet in de straten verschijnen. 

## Rolverdeling
| Acteur                 | Personage                                          |
| ---------------------- | -------------------------------------------------- |
| Annie Girardot         | Mireya Latorre, echtgenote van Augusto Olivares    |
| Riccardo Cucciolla     | Augusto Olivares, journalist en televisiedirecteur |
| Jean-Louis Trintignant | de senator                                         |
| Bibi Andersson         | Monique Calvé                                      |
| Laurent Terzieff       | Calvé                                              |
| John Abbey             | de Amerikaanse agent                               |
| Naicho Petrov          | Salvador Allende                                   |
| Nicole Calfan          | de dochter van Allende                             |
| André Dussollier       | Hugo                                               |
| Bernard Fresson        | Pedro Vuskovic, een minister                       |
| Maurice Garrel         | Jorge González                                     |
| Henri Poirier          | Augusto Pinochet                                   |
| Christian Marquand     | generaal Lee                                       |